# Liste der Kulturdenkmäler in Weilrod
Die folgende Liste enthält die in der Denkmaltopographie ausgewiesenen Kulturdenkmäler auf dem Gebiet  der Gemeinde Weilrod, Hochtaunuskreis, Hessen.
Hinweis: Die Reihenfolge der Denkmäler in dieser Liste orientiert sich zunächst an Ortsteilen und anschließend der Anschrift, alternativ ist sie auch nach der Bezeichnung, der vom Landesamt für Denkmalpflege vergebenen Nummer oder der Bauzeit sortierbar.
Kulturdenkmäler werden fortlaufend im Denkmalverzeichnis des Landes Hessen durch das Landesamt für Denkmalpflege Hessen auf Basis des Hessischen Denkmalschutzgesetzes (HDSchG) geführt. Die Schutzwürdigkeit eines Kulturdenkmals hängt nicht von der Eintragung in das Denkmalverzeichnis des Landes Hessen oder der Veröffentlichung in der Denkmaltopographie ab.

Das Vorhandensein oder Fehlen eines Objekts in dieser Liste ist keine rechtsverbindliche Auskunft darüber, ob es Kulturdenkmal ist oder nicht: Diese Liste entspricht möglicherweise nicht dem aktuellen Stand der offiziellen Denkmaltopographie. Diese ist für Hessen in den entsprechenden Bänden der Denkmaltopographie Bundesrepublik Deutschland und im Internet unter DenkXweb – Kulturdenkmäler in Hessen einsehbar. Auch diese Quellen sind, obwohl sie durch das Landesamt für Denkmalpflege Hessen aktualisiert werden, nicht immer aktuell, da es im Denkmalbestand immer wieder Änderungen gibt.
Eine verbindliche Auskunft erteilt allein das Landesamt für Denkmalpflege Hessen.
Nutze diese Kartenansicht, um Koordinaten in der Liste zu setzen. In dieser Kartenansicht sind Kulturdenkmale ohne Koordinaten mit einem roten bzw. orangen Marker dargestellt und können in der Karte gesetzt werden. Kulturdenkmale ohne Bild sind mit einem blauen bzw. roten Marker gekennzeichnet, Kulturdenkmale mit Bild mit einem grünen bzw. orangen Marker.

## Cratzenbach
| Bild                                                                                         | Bezeichnung                        | Lage                                                                   | Beschreibung | Bauzeit | Objekt-Nr. |
| -------------------------------------------------------------------------------------------- | ---------------------------------- | ---------------------------------------------------------------------- | --- | --- | ---------- |
| weitere Bilder                                                                               | Alte Schule                        | Cratzenbach, Hauptstraße 6 LageFlur: 1, Flurstück: 8/6                 | Das Schulgebäude wurde 1861 erbaut. Die Volksschule Cratzenbach nutzte das Haus bis 1962. | 1861 | 100479 DDB |
| weitere Bilder                                                                               | Rathaus                            | Cratzenbach, Hauptstraße 8 LageFlur: 1, Flurstück: 8/4                 | | | 100480 DDB |
| weitere Bilder                                                                               | Hofanlage eines vierseitigen Hofes | Cratzenbach, Hauptstraße 10 LageFlur: 1, Flurstück: 10                 | | | 100481 DDB |
| weitere Bilder                                                                               | Wohnhaus                           | Cratzenbach, Hauptstraße 17 LageFlur: 1, Flurstück: 95                 | | | 100482 DDB |
| Das Leiterhaus in Weilrod-Cratzenbach ist ein Kulturdenkmal in Privatbesitz, erbaut um 1830. | Leiterhaus                         | Cratzenbach, Hauptstraße 17 (Leiterhausweg) LageFlur: 1, Flurstück: 95 | Das Leiterhaus in Cratzenbach ist das einzige erhaltene Leiterhaus im Hintertaunus aus der Zeit des Herzogtums Nassau. Es handelt sich um ein langgestrecktes Gebäude aus Holz. Das in Privatbesitz befindliche Haus, wird als Schuppen genutzt und ist in schlechtem baulichen Zustand. | Zwischen 1820 und 1840. Ein erster urkundlicher Hinweis auf das Leiternhaus in Cratzenbach stammt aus dem Jahr 1848. | 100719 DDB |
| weitere Bilder                                                                               | Anwesen aus Wohnhaus und Scheune   | Cratzenbach, Hauptstraße 20 LageFlur: 1, Flurstück: 110/2              | | | 100483 DDB |

## Emmershausen
| Bild                 | Bezeichnung                      | Lage                                                                                    | Beschreibung | Bauzeit         | Objekt-Nr. |
| -------------------- | -------------------------------- | --------------------------------------------------------------------------------------- | --- | --------------- | ---------- |
| weitere Bilder       | Evangelische Kirche mit Kirchhof | Emmershausen, Bangertstraße 2 LageFlur: 1, Flurstück: 154                               | |                 | 100485 DDB |
| Bangertstraße 6      | Fachwerkwohnhaus mit Scheune     | Emmershausen, Bangertstraße 6 LageFlur: 1, Flurstück: 150                               | |                 | 741689 DDB |
| weitere Bilder       | Brunnen                          | Emmershausen, Dorfstraße ohne Nummer LageFlur: 1, Flurstück: 163                        | |                 | 100725 DDB |
| Dorfstraße 4         | Fachwerkwohnhaus                 | Emmershausen, Dorfstraße 4 LageFlur: 1, Flurstück: 161/1                                | |                 | 136459 DDB |
| Emmershäuser Mühle   | Emmershäuser Mühle               | Emmershausen, Emmershäuser Mühle LageFlur: 1, Flurstück: 125/10                         | |                 | 740495 DDB |
| weitere Bilder       | Emmershäuser Hütte               | Emmershausen, Hüttenweiher, Emmershäuser Hütte LageFlur: 2, Flurstück: 8, 9, 31, 33, 35 | |                 | 100561 DDB |
| Emmershausen, Backes | Backhaus                         | Emmershausen, Weilburger Straße 6 LageFlur: 1, Flurstück: 2                             | Aus Gründen des Brandschutzes am Rand des damaligen Dorfes als traufständiges Fachwerkhaus erbautes Backhaus. | 18. Jahrhundert | 100486 DDB |
| weitere Bilder       | Ehrenmal                         | Emmershausen, Weilburger Straße 14 LageFlur: 1, Flurstück: 58                           | 1926 von der Gemeinde errichtetes Ehrenmal. Der über Stufen erschlossene Pavillon mit einem auf dorischen Säulen ruhenden Dach trägt auf der Spitze ein eisernes Kreuz. An der Rückwand befinden sich drei Tafeln mit den Gefallenen der Kriege. Die mittlere, ältere, Tafel nennt die Toten des ersten, die beiden äußeren Tafeln die des Zweiten Weltkriegs. | 1926            | 100724 DDB |
| Weilburger Straße 23 | Fachwerkwohnhaus                 | Emmershausen, Weilburger Straße 23 LageFlur: 1, Flurstück: 85                           | Großes giebelständiges Fachwerkhaus mit Satteldach. Das Haus ist Teil eines Hakenhofes. | 1731            | 100487 DDB |

## Finsternthal
| Bild                  | Bezeichnung                   | Lage                                                                      | Beschreibung                                                | Bauzeit                     | Objekt-Nr. |
| --------------------- | ----------------------------- | ------------------------------------------------------------------------- | ----------------------------------------------------------- | --------------------------- | ---------- |
| weitere Bilder        | Gesamtanlage Alt-Finsternthal | Finsternthal Lage                                                         | Landsteiner Straße 5,7,8,9,10,11,12; Schmittener Straße 2,4 |                             | 100488 DDB |
| weitere Bilder        | Altes Rathaus                 | Finsternthal, Landsteiner Straße ohne Nummer LageFlur: 1, Flurstück: 70   |                                                             | 1790                        | 100489 DDB |
| weitere Bilder        | Brunnen                       | Finsternthal, Landsteiner Straße ohne Nummer LageFlur: 1, Flurstück: 64/4 |                                                             |                             | 748273 DDB |
| weitere Bilder        | Dreiseithof                   | Finsternthal, Landsteiner Straße 4 LageFlur: 1, Flurstück: 61             |                                                             | Anfang des 18. Jahrhunderts | 100490 DDB |
| weitere Bilder        | Gasthaus „Deutscher Hof“      | Finsternthal, Landsteiner Straße 5 LageFlur: 1, Flurstück: 1/3            |                                                             |                             | 738096 DDB |
| Landsteiner Straße 11 | Wohnhaus                      | Finsternthal, Landsteiner Straße 11 LageFlur: 1, Flurstück: 5             |                                                             |                             | 100492 DDB |
| Bild gesucht BW       | Scheune (umgenutzt)           | Finsternthal, Landsteiner Straße 22 LageFlur: 1, Flurstück: 15            |                                                             |                             | 100493 DDB |
| weitere Bilder        | Fachwerkwohnhaus              | Finsternthal, Schmitter Straße 4 LageFlur: 1, Flurstück: 86               |                                                             |                             | 100494 DDB |

## Hasselbach
| Bild                            | Bezeichnung                                               | Lage | Beschreibung | Bauzeit   | Objekt-Nr. |
| ------------------------------- | --------------------------------------------------------- | --- | --- | --------- | ---------- |
| weitere Bilder                  | Bildstock                                                 | Hasselbach, Bangertsgewann LageFlur: 9, Flurstück: 41                                                       | |           | 100744 DDB |
| Ehrenmal                        | Ehrenmal                                                  | Hasselbach, Haingärtenstraße ohne Nummer LageFlur: 2, Flurstück: 250/3                                      | |           | 100513 DDB |
| Reste der Stadtbefestigung      | Reste der Stadtbefestigung                                | Hasselbach, Haingärtenstraße 22, Hinterstraße 2, Limburger Straße 25 LageFlur: 2, Flurstück: 73/1, 354, 379 | |           | 738124 DDB |
| weitere Bilder                  | Marienkapelle                                             | Hasselbach, Hinterm Bild LageFlur: 9, Flurstück: 72                                                         | | 1892      | 100522 DDB |
| Hinterstraße 2/4                | Doppelwohnhaus                                            | Hasselbach, Hinterstraße 2/4 LageFlur: 2, Flurstück: 381/1, 382                                             | |           | 738111 DDB |
| Bild gesucht BW                 | zwischen die Nachbarhäuser gestelltes verputztes Wohnhaus | Hasselbach, Hinterstraße 8 LageFlur: 2, Flurstück: 376                                                      | |           | 100739 DDB |
| weitere Bilder                  | Brunnen                                                   | Hasselbach, Limburger Straße ohne Nummer LageFlur: 2, Flurstück: 137/13                                     | | 1888      | 100514 DDB |
| Limburger Straße 5 (Hasselbach) | Wohnhaus                                                  | Hasselbach, Limburger Straße 5 LageFlur: 2, Flurstück: 134                                                  | |           | 100508 DDB |
| weitere Bilder                  | Fachwerkwohnhaus einer Hofanlage und Fachwerkscheune      | Hasselbach, Limburger Straße 13 LageFlur: 2, Flurstück: 128                                                 | Das Fachwerkhaus Limburger Straße 13 ist das Wohnhaus einer Hofanlage. Ursprünglich (siehe Bild von 1921) war das giebelständige Haus mit einem angeschlossenen traufständigen Torbau ergänzt. Der Anbau fiel dem Stadtbrand vom 17./18. August 1926 zum Opfer, der auch das Haupthaus in Mitleidenschaft zog. Ausweislich der erhaltenen Inschriftentafeln war der kurtriersche Schultheiß Johann Wilhelm Rodt (1667–ca. 1680) der Bauherr. | 1678      | 738114 DDB |
| weitere Bilder                  | zweiteiliges Fachwerkwohnhaus                             | Hasselbach, Limburger Straße 15 LageFlur: 2, Flurstück: 129                                                 | |           | 100510 DDB |
| Bild gesucht BW                 | Fachwerkwohnhaus                                          | Hasselbach, Limburger Straße 17 LageFlur: 2, Flurstück: 123                                                 | |           | 100511 DDB |
| Limburger Straße 29             | Altes Schulhaus                                           | Hasselbach, Limburger Straße 29 LageFlur: 2, Flurstück: 68                                                  | | 1828–1830 | 100512 DDB |
| weitere Bilder                  | Kath. Pfarrkirche Sankt Margaretha                        | Hasselbach, Mittelstraße ohne Nummer LageFlur: 2, Flurstück: 338/1                                          | | 1751–1752 | 100507 DDB |
| Mittelstraße 2                  | Pfarrhaus                                                 | Hasselbach, Mittelstraße 2 LageFlur: 2, Flurstück: 328/1                                                    | | 1909      | 100733 DDB |
| Mittelstraße 24 und 26          | Hofreite aus Wohnhaus und Scheune                         | Hasselbach, Mittelstraße 24 LageFlur: 2, Flurstück: 295                                                     | |           | 100515 DDB |
| Mittelstraße 24 und 26          | Wohnhaus                                                  | Hasselbach, Mittelstraße 26 LageFlur: 2, Flurstück: 292/1                                                   | |           | 100516 DDB |
| Mittelstraße 28                 | verputztes Wohnhaus                                       | Hasselbach, Mittelstraße 28 LageFlur: 2, Flurstück: 291                                                     | |           | 100517 DDB |
| Mittelstraße 30–32              | Fachwerkwohnhaus                                          | Hasselbach, Mittelstraße 30/32 LageFlur: 2, Flurstück: 285, 286                                             | |           | 100518 DDB |
| Bild gesucht BW                 | Jüdischer Friedhof                                        | Hasselbach, Oberm Kesselborn LageFlur: 1, Flurstück: 37                                                     | |           | 100735 DDB |
| Rumpenmühle                     | Rumpenmühle                                               | Hasselbach, Rumpenmühle LageFlur: 7, Flurstück: 85                                                          | |           | 100736 DDB |
| weitere Bilder                  | Heiligenhäuschen                                          | Hasselbach, Vorm Tor ohne Nummer LageFlur: 1, Flurstück: 49                                                 | | 1712      | 100521 DDB |
| weitere Bilder                  | Gasthaus „Zum Löwen“                                      | Hasselbach, Vorm Tor 1 LageFlur: 1, Flurstück: 55/2                                                         | |           | 100520 DDB |
| weitere Bilder                  | Ehemaliges Rathaus                                        | Hasselbach, Vorm Tor 2 LageFlur: 2, Flurstück: 111                                                          | | 1949–1950 | 100734 DDB |

## Mauloff
| Bild            | Bezeichnung       | Lage                                                       | Beschreibung | Bauzeit                            | Objekt-Nr. |
| --------------- | ----------------- | ---------------------------------------------------------- | --- | ---------------------------------- | ---------- |
| Mauloff, Backes | Ehemalige Kapelle | Mauloff, Ringstraße 3 LageFlur: 1, Flurstück: 12           | Nach dem Dreißigjährigen Krieg erbauten die Einwohner von Mauloff aus den Trümmern einer älteren Kapelle eine neue Kapelle. Ab etwa 1540 pfarrte der Ort nach Reichenbach. 1703 wurde ein eigener Friedhof in Mauloff neben der Kapelle angelegt und die Kapelle danach als Friedhofskapelle genutzt. 1839 wurde ein neuer Friedhof am östlichen Ortsrand angelegt und die Kapelle verlor ihre Funktion. Das Gebäude wurde nun als Back- und Wohnhaus genutzt. Ab 1897 diente es auch als Schule. | 17. Jahrhundert                    | 100523 DDB |
| Brunnen         | Brunnen           | Mauloff, Ringstraße 7 LageFlur: 1, Flurstück: 10/1         | | Zweite Hälfte des 19. Jahrhunderts | 748274 DDB |
| Brunnen         | Brunnen           | Mauloff, Ringstraße (bei Nr. 13) LageFlur: 1, Flurstück: 8 | | Zweite Hälfte des 19. Jahrhunderts | 738129 DDB |

## Neuweilnau
| Bild                      | Bezeichnung                     | Lage                                                                                             | Beschreibung | Bauzeit | Objekt-Nr. |
| ------------------------- | ------------------------------- | ------------------------------------------------------------------------------------------------ | ------------ | ------- | ---------- |
| weitere Bilder            | Gertrudenhammer                 | Neuweilnau, Gertrudenhammer LageFlur: 2, Flurstück: 40, 42                                       |              |         | 738168 DDB |
| weitere Bilder            | Fachwerkwohnhaus                | Neuweilnau, Herrnacker 1 LageFlur: 1, Flurstück: 55                                              |              |         | 100525 DDB |
| weitere Bilder            | Evangelische Sankt Georgskirche | Neuweilnau, Herrnacker 15 LageFlur: 1, Flurstück: 45                                             |              |         | 100526 DDB |
| weitere Bilder            | Mappes-Mühle                    | Neuweilnau, Mappesmühle LageFlur: 3, Flurstück: 18, 19, 20                                       |              |         | 100562 DDB |
| weitere Bilder            | Sachgesamtheit Villa „Dreieich“ | Neuweilnau, Parkstraße 5,7,9, Bornwiese LageFlur: 1, Flurstück: 128, 146/2, 146/3                |              |         | 100529 DDB |
| weitere Bilder            | Reste der Ortsbefestigung       | Neuweilnau, Schloss LageFlur: 1, Flurstück: 12                                                   |              |         | 738132 DDB |
| weitere Bilder            | Schloss Neuweilnau              | Neuweilnau, Schloß, Hain LageFlur: 1, Flurstück: 11, 12                                          |              |         | 738137 DDB |
| Brunnen                   | Brunnen                         | Neuweilnau, Schloßstraße ohne Nummer LageFlur: 1, Flurstück: 39                                  |              |         | 100722 DDB |
| Schloßstraße 4            | Fachwerkwohnhaus                | Neuweilnau, Schloßstraße 4 LageFlur: 1, Flurstück: 33/3                                          |              |         | 100530 DDB |
| Brunnen                   | Brunnen                         | Neuweilnau, Schloßstraße 14 LageFlur: 1, Flurstück: 20                                           |              |         | 100723 DDB |
| weitere Bilder            | Haus „Zur goldenen Kanne“       | Neuweilnau, Schloßstraße 30 LageFlur: 1, Flurstück: 13                                           |              |         | 100531 DDB |
| Brücke am Gertrudenhammer | Brücke                          | Neuweilnau, Weil, Hainfeld, Brückenacker, Gemauerte Wiese LageFlur: 2, Flurstück: 34, 41, 48, 49 |              |         | 100726 DDB |
| weitere Bilder            | Haus Waldeck                    | Neuweilnau, Außerhalb der Ortslage (Haus Waldeck) LageFlur: 2, Flurstück: 10, 11, 33             |              |         |            |

## Niederlauken
| Bild                                         | Bezeichnung                      | Lage                                                             | Beschreibung | Bauzeit | Objekt-Nr. |
| -------------------------------------------- | -------------------------------- | ---------------------------------------------------------------- | ------------ | ------- | ---------- |
| Niederlauken gusseiserner Brunnen Grundgasse | Brunnen                          | Niederlauken, Grundgasse ohne Nummer LageFlur: 6, Flurstück: 65  |              |         | 100742 DDB |
| weitere Bilder                               | Fachwerkscheune                  | Niederlauken, Kirchgasse 3 LageFlur: 5, Flurstück: 88            |              |         | 100533 DDB |
| weitere Bilder                               | Backhaus und Brunnen             | Niederlauken, Ratsgasse ohne Nummer LageFlur: 6, Flurstück: 44/1 |              |         | 100741 DDB |
| Niederlauken, Ratsgasse 9                    | dreiseitige Hofanlage            | Niederlauken, Ratsgasse 9 LageFlur: 5, Flurstück: 6              |              |         | 100534 DDB |
| Niederlauken Kirche                          | Evangelische Kirche und Ehrenmal | Niederlauken, Ratsgasse 16 LageFlur: 5, Flurstück: 45            |              |         | 738169 DDB |
| Niederlauken Ehrenmal                        | Ehrenmal                         | Niederlauken, Ratsgasse 16 LageFlur: 5, Flurstück: 45            |              |         | 100740 DDB |
| weitere Bilder                               | Fachwerkwohnhaus                 | Niederlauken, Ratsgasse 19 LageFlur: 5, Flurstück: 98            |              |         | 100535 DDB |
| weitere Bilder                               | Altes Rathaus                    | Niederlauken, Ratsgasse 26 LageFlur: 5, Flurstück: 109           |              |         | 100536 DDB |
| weitere Bilder                               | Wohnhaus einer Hofreite          | Niederlauken, Ratsgasse 35 LageFlur: 6, Flurstück: 15            |              |         | 100537 DDB |

## Oberlauken
| Bild                         | Bezeichnung                                                               | Lage                                                                     | Beschreibung | Bauzeit | Objekt-Nr. |
| ---------------------------- | ------------------------------------------------------------------------- | ------------------------------------------------------------------------ | --- | ------- | ---------- |
| Backhaus Oberlauken          | Backhaus                                                                  | Oberlauken, Backhausstraße 3 LageFlur: 3, Flurstück: 44                  | |         | 100538 DDB |
| weitere Bilder               | Fachwerkwohnhaus einer Hofanlage                                          | Oberlauken, Backhausstraße 5 LageFlur: 3, Flurstück: 37                  | |         | 100539 DDB |
| weitere Bilder               | Fachwerkwohnhaus                                                          | Oberlauken, Backhausstraße 12 LageFlur: 3, Flurstück: 50/1               | |         | 100540 DDB |
| Oberlauken, Hangstraße 11    | Wohnhaus                                                                  | Oberlauken, Hanggasse 11 LageFlur: 3, Flurstück: 18/1                    | |         | 100541 DDB |
| weitere Bilder               | landwirtschaftliches Fachwerkanwesen aus Wohnhaus, Scheune und Stallungen | Oberlauken, Hessenstraße 7 LageFlur: 3, Flurstück: 68                    | |         | 100542 DDB |
| Oberlauken, Hessenstraße 15  | Fachwerkwohnhaus eines Hakenhofes                                         | Oberlauken, Hessenstraße 15 LageFlur: 3, Flurstück: 92                   | |         | 100543 DDB |
| weitere Bilder               | Evangelische Kirche mit Kirchhof und Ehrenmal                             | Oberlauken, Kirchberg ohne Nummer LageFlur: 3, Flurstück: 24/6, 25/1, 26 | |         | 737238 DDB |
| weitere Bilder               | Ehrenmal                                                                  | Oberlauken, Kirchberg ohne Nummer LageFlur: 3, Flurstück: 24/6           | Das Ehrenmal zur Erinnerung an die Toten beider Weltkriege ist der Kapelle vorgelagert. Es handelt sich um einen gemauerten Kubus mit einem Zeltdach aus Blech. An der Spitze befindet sich ein Eisernes Kreuz, an der Front sind Tafeln mit den Opfern der Weltkriege angebracht. |         | 737238 DDB |
| Oberlauken, Pfingstbergweg 1 | Hofanlage                                                                 | Oberlauken, Pfingstbergweg 1 LageFlur: 3, Flurstück: 75                  | |         | 100544 DDB |

## Riedelbach
| Bild               | Bezeichnung         | Lage                                                              | Beschreibung | Bauzeit   | Objekt-Nr. |
| ------------------ | ------------------- | ----------------------------------------------------------------- | ------------ | --------- | ---------- |
| Daubhaus im Herbst | Daubhaus            | Riedelbach, Daubhaus, Im Taubengrund LageFlur: 12, Flurstück: 2/2 |              |           | 761398 DDB |
| Brunnen Langgasse  | Brunnen             | Riedelbach, Langstraße ohne Nummer LageFlur: 2, Flurstück: 151/4  |              |           | 100706 DDB |
| weitere Bilder     | Brunnen             | Riedelbach, Langstraße ohne Nummer LageFlur: 2, Flurstück: 118    |              |           | 100704 DDB |
| weitere Bilder     | Schule              | Riedelbach, Langstraße 5 LageFlur: 2, Flurstück: 146              |              | 1837–1842 | 100720 DDB |
| Langstraße 31      | Rathaus             | Riedelbach, Langstraße 31 LageFlur: 2, Flurstück: 128             |              |           | 738326 DDB |
| weitere Bilder     | Evangelische Kirche | Riedelbach, Langstraße 37 LageFlur: 2, Flurstück: 58              |              |           | 100705 DDB |

## Rod an der Weil
| Bild                                     | Bezeichnung             | Lage                                                                                  | Beschreibung | Bauzeit         | Objekt-Nr. |
| ---------------------------------------- | ----------------------- | ------------------------------------------------------------------------------------- | ------------ | --------------- | ---------- |
| weitere Bilder                           | Evangelische Kirche     | Rod an der Weil, Am Kirchberg, Am Kirchberg 3 LageFlur: 5, Flurstück: 39, 40          |              |                 | 100707 DDB |
| weitere Bilder                           | Sachgesamtheit Pfarrhof | Rod an der Weil, Am Kirchberg 3 LageFlur: 5, Flurstück: 40                            |              | 13. Jahrhundert | 100732 DDB |
| Rathaus                                  | Rathaus                 | Rod an der Weil, Am Senner 1 LageFlur: 6, Flurstück: 33/1                             |              |                 | 100729 DDB |
| weitere Bilder                           | Eichelbacher Hof        | Rod an der Weil, Eichelbacher Hof LageFlur: 12, Flurstück: 35                         |              |                 | 100713 DDB |
| Bild gesucht BW                          | Jugendstillandhaus      | Rod an der Weil, Eichelbacher Weg 1 LageFlur: 1, Flurstück: 60                        |              |                 | 100709 DDB |
| Bild gesucht BW                          | Schmiedhof              | Rod an der Weil, Klapperfeld 2 LageFlur: 4, Flurstück: 51                             |              |                 | 100710 DDB |
| Gasthaus „Felsenkeller“                  | Gasthaus „Felsenkeller“ | Rod an der Weil, Klapperfeld 4 LageFlur: 4, Flurstück: 53                             |              |                 | 100711 DDB |
| Niederrod 2                              | Fachwerkwohnhaus        | Rod an der Weil, Niederrod 2 LageFlur: 5, Flurstück: 6/1                              |              |                 | 100712 DDB |
| Schmiedhof 5                             | Fachwerkwohnhaus        | Rod an der Weil, Schmiedhof 5 LageFlur: 4, Flurstück: 54                              |              |                 | 100714 DDB |
| weitere Bilder                           | Brücke                  | Rod an der Weil, Weil (Schmiedhof) LageFlur: 4, Flurstück: 30/2                       |              |                 | 738320 DDB |
| Rod an der Weil, Weilstraße 18, Backhaus | Backhaus                | Rod an der Weil, Weilstraße 18 LageFlur: 4, Flurstück: 21                             |              |                 | 100731 DDB |
| weitere Bilder                           | Scheune                 | Rod an der Weil, Weilstraße 23 LageFlur: 4, Flurstück: 96                             |              |                 | 100716 DDB |
| Bild gesucht BW                          | Kleinmühle              | Rod an der Weil, Weilstraße 48, Mühlgraben, Mühlwies LageFlur: 2, Flurstück: 32, 41/1 |              |                 | 738322 DDB |
| weitere Bilder                           | Ziegelhütte             | Rod an der Weil, Ziegelhütte 4 LageFlur: 9, Flurstück: 49/1                           |              |                 | 100728 DDB |

## Winden
| Bild            | Bezeichnung | Lage                                                 | Beschreibung | Bauzeit                 | Objekt-Nr. |
| --------------- | ----------- | ---------------------------------------------------- | --- | ----------------------- | ---------- |
| Backhaus Winden | Backhaus    | Winden, Unterdorfstraße LageFlur: 1, Flurstück: 65/1 | 1601 wird erstmals ein Backhaus in Winden urkundlich erwähnt. Das bestehende Haus stammt aus dem 18. Jahrhundert und wurde 1877 erneuert und umgebaut. Im verschieferten Dachreiter befindet sich eine Eisenglocke aus dem Jahr 1917. | wohl im 18. Jahrhundert | 100737 DDB |